# Liste der Wappen im Landkreis Lüneburg
Diese Liste zeigt die Wappen der Samtgemeinden, Gemeinden und vormals selbständigen Gemeinden im Landkreis Lüneburg in Niedersachsen.

## Landkreis Lüneburg

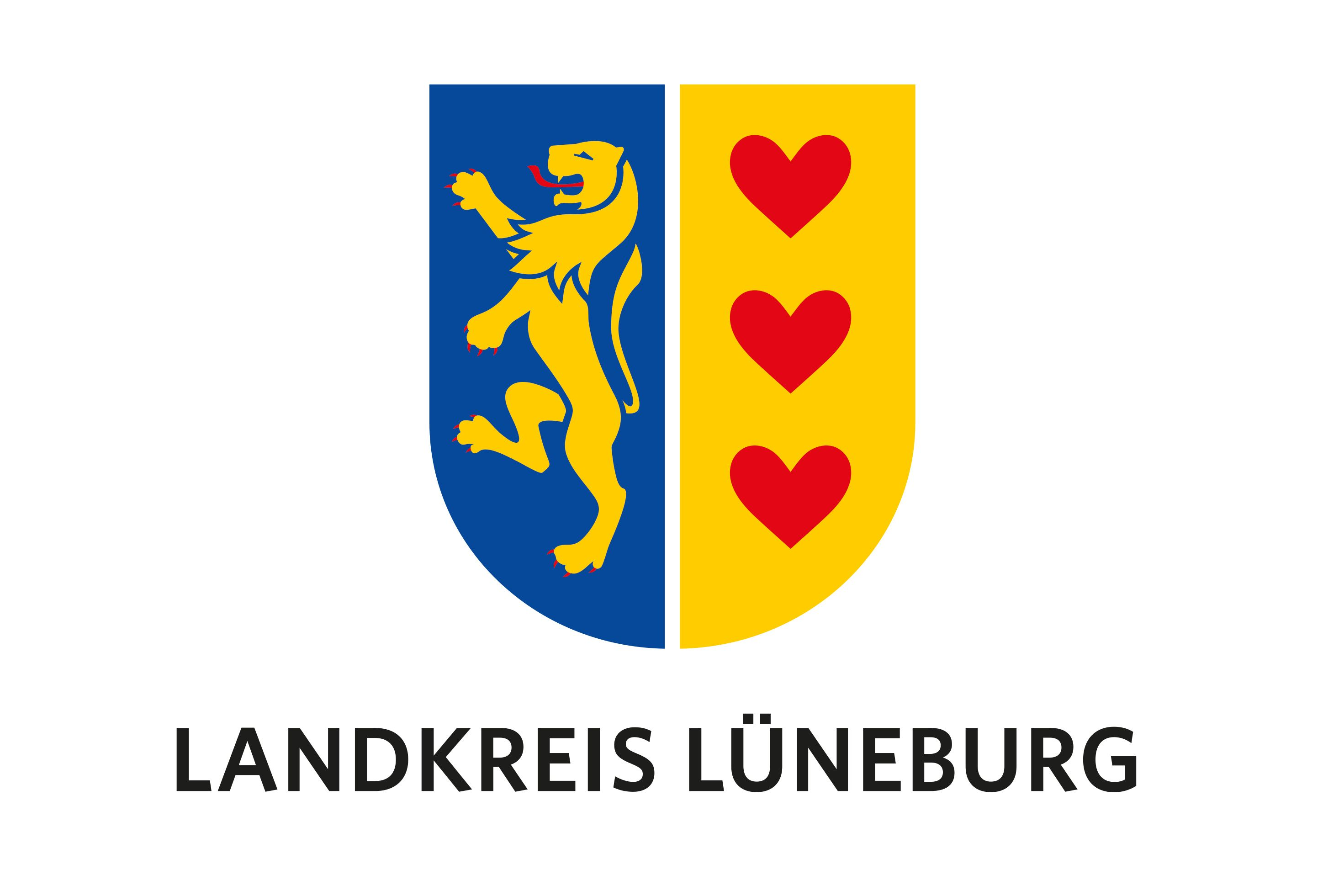
Wappen des Landkreises Lüneburg (Details)
Lage der Landkreis Lüneburg in Niedersachsen

### Samtgemeindewappen

Samtgemeinde Amelinghausen
Samtgemeinde Bardowick (führt das Wappen der Gemeinde Bardowick)
Samtgemeinde Dahlenburg (führt das Wappen des Fleckens Dahlenburg)
Samtgemeinde Gellersen
Samtgemeinde Ilmenau
Samtgemeinde Ostheide
Samtgemeinde Scharnebeck

### Wappen der Städte und Gemeinden

Gemeinde Adendorf
Gemeinde Amelinghausen
Gemeinde Amt Neuhaus
Flecken Artlenburg
Flecken Bardowick
Gemeinde Barendorf
Gemeinde Barnstedt
Gemeinde Barum
Gemeinde Betzendorf
Stadt Bleckede
Gemeinde Boitze
Gemeinde Brietlingen
Gemeinde Dahlem
Flecken Dahlenburg
Gemeinde Deutsch Evern
Gemeinde Echem
Gemeinde Embsen
Gemeinde Handorf
Gemeinde Hittbergen
Gemeinde Hohnstorf (Elbe)
Gemeinde Kirchgellersen
Gemeinde Lüdersburg (Details)
Hansestadt Lüneburg
Gemeinde Mechtersen
Gemeinde Melbeck
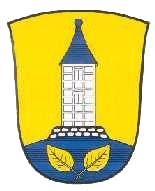
Gemeinde Nahrendorf
Gemeinde Neetze
Gemeinde Oldendorf (Luhe)
Gemeinde Radbruch
Gemeinde Rehlingen
Gemeinde Reinstorf
Gemeinde Reppenstedt
Gemeinde Rullstorf
Gemeinde Scharnebeck
Gemeinde Soderstorf
Gemeinde Südergellersen
Gemeinde Thomasburg
Gemeinde Tosterglope
Gemeinde Vastorf
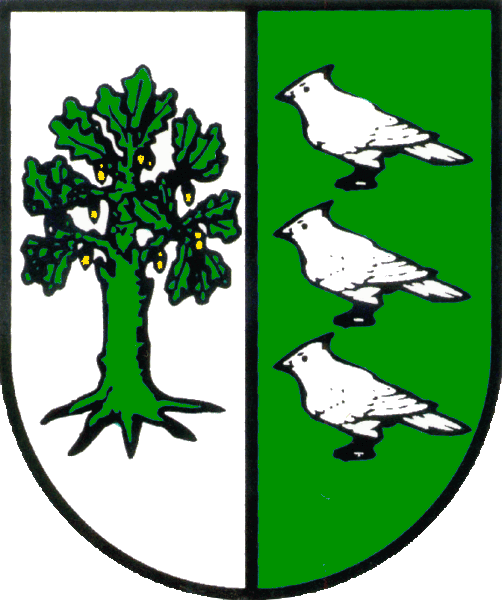
Gemeinde Vögelsen
Gemeinde Wendisch Evern
Gemeinde Westergellersen
Gemeinde Wittorf